# Meirinhas
Meirinhas est une freguesia portugaise située dans le District de Leiria.
Avec une superficie de 9,04 km2 et une population de 1 732 habitants (2001), la paroisse possède une densité de 191,6 hab/km2.